# Unione Cattolica Artisti Italiani (UCAI)
L'Unione Cattolica Artisti Italiani (UCAI) opera in diversi settori dell'arte avendo come ispirazione i valori del Cristianesimo.
Nel quadro delle proprie finalità, organizza inoltre manifestazioni artistiche e culturali, divulga la conoscenza e promuove la tutela del patrimonio artistico, favorendo iniziative rivolte ai giovani e al dialogo interreligioso.
Dal 1945 l'UCAI ha ricevuto svariati riconoscimenti da parte sia di autorità ecclesiastiche che civili. 
Ha sede in Roma, presso il Vicariato in Via della Pigna, 13A. 
Pubblica, per i soci, il quadrimestrale Arte e fede.

## Consiglio Nazionale
2023-2026 
- Assistente Ecclesiastico nazionale: Padre Riccardo Lufrani OP
- Presidente nazionale: Maurizio Zerini
- Segretario nazionale: Francesco Astiaso Garcia
- Tesoriere: Gianluca Mezzasoma
- Vicepresidente per il nord: Gian Battista Maderna
- Vicepresidente per il centro: Elisabetta Bertulli
- Vicepresidente per il sud: Giuliana Sepe.

Consiglieri:
Paolo Cecconato, Maria Luisa Gravina, Diva Santorelli, Anna Usova, Dino Gavagnin, Marco Gagliard, Angela Bonomi Castelli, Antonio Bruni.
Revisori dei conti:
Alessandro Paglia, Elena Scuritti, Ercole Bolognesi.     
Probiviri:
Enzo Faltracco, Giancarlo Zampini, Gianni Petrotta.

## Artisti aderenti

### S
- Nicola Sebastio
- Guido Sgaravatti